# Тит Флавий Саллюстий Пелигниан
Тит Флавий Саллюстий Пелигниан (лат. Titus Flavius Sallustius Paelignianus) — римский государственный деятель первой половины III века.

## Биография
Пелигниан, предположительно, происходил из италийской патрицианской семьи. Он был включен в состав сената из преторского ранга. Известно, что Пелигниан находился на посту легата (в каком году и в какой провинции — неизвестно). В 231 году он занимал должность ординарного консула вместе с Луцием Тиберием Клавдием Помпеяном. Сохранилось посвящение Пелигниану из Ардеи.